# Dörnsenbach
Der Dörnsenbach ist ein gut 11⁄2 Kilometer langer Mittelgebirgsbach im bayerischen Spessart und ein linker Zufluss des Westerbachs im unterfränkischen Landkreis Aschaffenburg.

## Geographie

### Verlauf
Der Dörnsenbach entspringt in einem Wäldchen am Ziegelberg (380 m), südwestlich des Aussiedlerhofes. Er fließt nach Osten und mündet in Oberwestern in den Westerbach.

### Flusssystem Kahl
- Fließgewässer im Flusssystem Kahl

## Geschichte

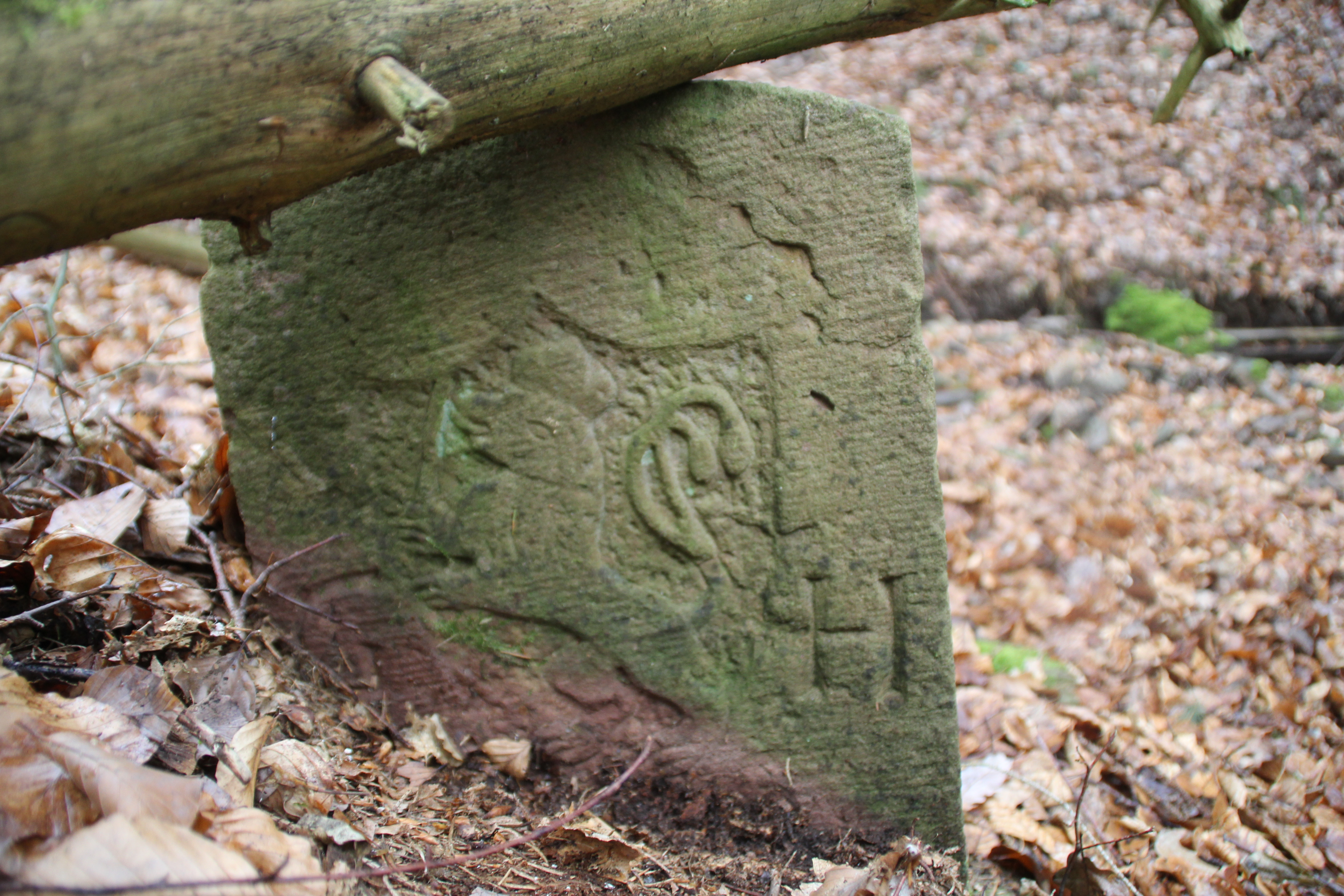
Ein Grenzstein am Dörnsenbach trennte die historischen Gebiete von Großherzogtum Hessen und Großherzogtum Frankfurt

Der Dörnsenbach war am Oberlauf nicht immer nur Grenzbach der Gemarkungen Hofstädten und Oberwestern. Im Jahre 1810 trennte er die historischen Gebiete zweier früherer Staaten im Rheinbund. Auf der rechten Seite lag das Territorium des Großherzogtums Hessen, dem der Ort Hofstädten im Amt Alzenau in der Provinz Starkenburg angehörte. Auf der linken Seite befand sich das Großherzogtum Frankfurt mit dem Dorf Oberwestern im Departement Aschaffenburg. Am Bachlauf gibt es an dieser Grenzlinie auch eine Reihe historischer Grenzsteine.